# Ýokary Liga (1996)
Ýokary Liga (1996) – 5. edycja najwyższej piłkarskiej klasy rozgrywkowej w Turkmenistanie. W rozgrywkach wzięło udział prawdopodobnie 10 drużyn, grając systemem kołowym w 4 rundach. Tytułu nie obroniła drużyna Köpetdag Aszchabad. Nowym mistrzem Turkmenistanu został zespół Nisa Aszchabad. Tytuł króla strzelców zdobył Rejepmyrat Agabaýew, który w barwach klubu Nisa Aszchabad strzelił 28 goli.

## Tabela końcowa
Tabela końcowa jak i liczba uczestniczących zespołów jest nieznana. Prawdopodobnie liga skupiała 10 drużyn. Nie wiadomo też czy rozgrywki były dokończone bądź przerwane w tym momencie, w którym pokazuje poniższa tabela. Pewne jest natomiast, że mistrzem kraju został zespół Nisa Aszchabad.
|    | Klub                      | M  | Z  | R | P  | Br+ | Br- | Br+/- | Pkt | Uwagi  |
| 1  | Nisa Aszchabad            | 32 | 26 | 5 | 1  | 95  | 21  | +74   | 83  | Mistrz |
| 2  | Köpetdag Aszchabad        | 31 | 23 | 5 | 3  | 76  | 12  | +64   | 74  |        |
| 3  | Ekskawatorçy-Lebap Çärjew | 33 | 19 | 3 | 11 | 40  | 33  | +7    | 60  |        |
| 4  | Merw Mary                 | 32 | 16 | 4 | 12 | 61  | 34  | +27   | 52  |        |
| 5  | Turan Taşauz              | 29 | 15 | 7 | 7  | 43  | 33  | +10   | 52  |        |
| 6  | Nebitçi Nebitdag          | 32 | 13 | 6 | 13 | 39  | 43  | -4    | 45  |        |
| 7  | Pakhtachi Çärjew          | 32 | 10 | 3 | 19 | 35  | 72  | -37   | 33  |        |
| 8  | FK Büzmeýin               | 33 | 9  | 6 | 18 | 28  | 52  | -24   | 33  |        |
| 9  | ...                       | ?  | ?  | ? | ?  | ?   | ?   | ?     | ?   |        |
| 10 | ...                       | ?  | ?  | ? | ?  | ?   | ?   | ?     | ?   |        |

Dwa najlepsze zespoły (Nisa Aszchabad oraz Köpetdag Aszchabad) zakwalifikowały się bezpośrednio do następnego sezonu. Pozostałe drużyny o udział w tych rozgrywkach musiały walczyć barażach.